# WOWI
Koordinaten: 36° 45′ 20″ N, 76° 23′ 6″ W
WOWI („103 Jamz“) ist ein Mainstream Urban Radiosender aus Norfolk, Virginia. Der Sender versorgt Hampton Roads und das nordöstliche North Carolina. WOWI gehört iHeartMedia.
WOWI sendet mit 50 kW auf UKW 102,9 MHz.